# Krasnoarmeïsk (oblast de Moscou)
Pour les articles homonymes, voir Krasnoarmeïsk.
Krasnoarmeïsk (en russe : Красноармейск) est une ville de l'oblast de Moscou, en Russie. Sa population s'élevait à 26 608 habitants en 2017.

## Géographie
Krasnoarmeïsk est située sur la rivière Voria, un affluent de la Kliazma, à 51 km au nord-est de Moscou.

## Histoire
À l'origine de Krasnoarmeïsk se trouve le village de Mouromtsevo (Му́ромцево), où une usine textile fut ouverte en 1834. En 1928, des cités ouvrières autour de l'usine textile furent intégrées dans la localité de Krasnoflotski (Краснофло́тский, signifiant village de la Flotte rouge), qui avait alors le statut de commune urbaine. Le statut de ville lui fut accordé en 1947, date à laquelle elle fut renommée Krasnoarmeïsk (nom dérivé de Krasnaïa Armia, signifiant en russe Armée rouge).

## Population
Recensements (*) ou estimations de la population
| 1939* | 1959*  | 1970*  | 1979*  | 1989*  | 2002*  |
| ----- | ------ | ------ | ------ | ------ | ------ |
| 8 923 | 18 213 | 22 351 | 25 951 | 27 460 | 26 051 |

| 2010*  | 2013   | 2014   | 2015   | 2016   | 2017   |
| ------ | ------ | ------ | ------ | ------ | ------ |
| 26 249 | 26 666 | 26 641 | 26 594 | 26 660 | 26 608 |

## Personnalité
- Alexander Legkov (1983–), fondeur.